# Plica polaca

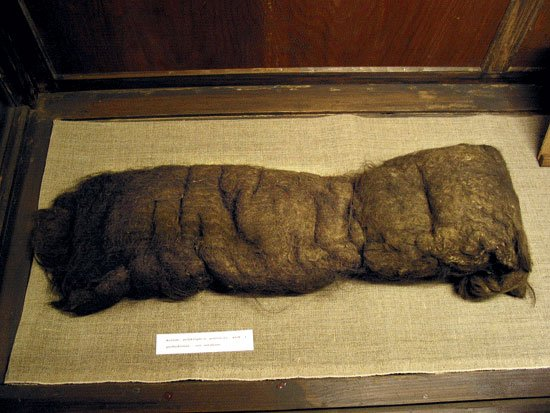
Una plica polaca en el Museo de la Facultad de Medicina, Colegio de Medicina, Universidad Jagielloniana, Cracovia, Polonia.

Una plica polaca (Plica polonica en Latín) es una formación de pelo. Puede ser considerada un estilo de peinado similar a las rastas o una enfermedad del cabello.

## La plica y la salud
Por lo general la plica polaca se produce por una falta de cuidado del cabello. El cabello que no es peinado se apelotona y anuda, formando una masa informe, olorosa y compacta o pegajosa. En estas situaciones la capa protectora del cabello (cutícula) se daña, y el córtex del pelo queda expuesto. El córtex posee un grado de humedad y es más pegajoso que la capa externa, y los cabellos afectados se adhieren entre sí y a pelos no afectados. Puede ser causada o estar acompañada por presencia de piojos (pediculosis) y dar lugar a la inflamación del cuero cabelludo. La plica polaca por lo general es una (a veces grande) masa de pelo impenetrable, formada por fibras de queratina pegadas en forma permanente con restos de pus y sangre secos, viejos huevos de piojos y suciedad. La dolencia puede prevenirse fácilmente mediante una higiene adecuada, tal como el lavado y peinado del cabello. El tratamiento incluye el corte del pelo afectado.

## Historia

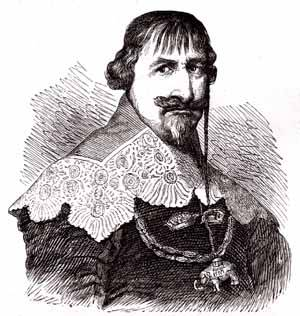
El rey Cristián IV de Dinamarca con su plica.

La plica polaca fue bastante común cuando el cabello era desatendido. Por lo general afectaba a los campesinos, pero no era raro observar casos en las clases sociales altas. La persona más notable que se dice que sufrió de esta enfermedad fue el rey Cristián IV de Dinamarca (1577–1648). Su plica tenía la apariencia de una cola de chancho que colgaba del lado derecho de su cabeza, adornada con una cinta roja. Se dice que sus cortesanos adoptaron este estilo de peinado para adular al rey.
De la mano de las supersticiones, la plica polaca se convirtió en un elemento relativamente común en Polonia, de donde proviene su nombre. En forma similar en alemán es denominada Weichselzopf, o plica del Vístula, en referencia al río que corre por Polonia. Inicialmente, la plica era considerada una especie de amuleto, que se creía daba buena salud. Por esta razón las personas no solo dejaban que se desarrollara, sino que hasta promovían su crecimiento. Por ejemplo era común el embadurnar el pelo con grasa y usar gorros de lana aún en verano.
A comienzos del siglo XVIII la gente comenzó a creer que las plicas eran un síntoma externo de una enfermedad que afectaba el interior de las personas. Se creía que una plica permitía conducir la enfermedad hacia "afuera" del cuerpo, y por lo tanto raras veces era cortada; además, la creencia de que una plica que había sido cortada podía "vengarse" y producir una enfermedad aún más terrible desalentaba a algunas personas a "atacarla". Se creía que si se lanzaba un conjuro mágico sobre alguien se podía hacer que esa persona desarrollara una plica polaca, por lo tanto en inglés a veces se la denominaba "elflock" (rizos de elfo).
Estas creencias estaban tan difundidas y enraizadas que muchas personas vivían toda su existencia con una plica polaca. Una plica podía a veces crecer hasta alcanzar una longitud de hasta 80 cm. Las plicas polacas podían asumir varias formas, que iban desde una bola de pelos a una larga coleta. Se llegó al extremo de categorizar las plicas en formas bastantes refinadas; había plicas "masculinas" y "femeninas", "internas" y "externas", "nobles" y "falsas" y "apropiadas" y "parásitas".